# شب در چهارراه
شب در چهارراه (فرانسوی: La Nuit du carrefour‎) فیلمی در ژانر درام و جنایی به کارگردانی ژان رنوآر است که در سال ۱۹۳۲ منتشر شد. این فیلم بر اساس رمانی اثر ژرژ سیمنون به نام مارگریت در چهارراه ساخته شد. از بازیگران آن می‌توان به پیر رنوار اشاره کرد که در نقش کارآگاه مگره ایفای نقش کرد.